# Yumi Watanabe
Yumi Watanabe (渡邊 由美 Watanabe Yumi?,  nacido el 2 de julio de 1970) es una exfutbolista japonesa que jugaba como defensa.
Watanabe jugó 19 veces y marcó 2 goles para la selección femenina de fútbol de Japón entre 1988 y 1991. Watanabe fue elegida para integrar la selección nacional de Japón para los Copa Mundial Femenina de Fútbol de 1991.

## Trayectoria

### Clubes
| Club                     | País  | Año  |
| ------------------------ | ----- | ---- |
| Fujita Tendai SC Mercury | Japón | ???? |

### Selección nacional
| Selección | País  | Año         |
| --------- | ----- | ----------- |
| Absoluta  | Japón | 1988 - 1991 |

## Estadística de equipo nacional
| Selección femenina de fútbol de Japón | Selección femenina de fútbol de Japón | Selección femenina de fútbol de Japón |
| Año                                   | Partidos                              | Goles                                 |
| ------------------------------------- | ------------------------------------- | ------------------------------------- |
| 1988                                  | 2                                     | 0                                     |
| 1989                                  | 9                                     | 2                                     |
| 1990                                  | 6                                     | 0                                     |
| 1991                                  | 2                                     | 0                                     |
| Total                                 | 19                                    | 2                                     |